# انی و لمی
در منطق اسلامی، دو نوع برهان وجود دارد که به آن‌ها برهان لمّی و برهان انّی گفته می‌شود. این دو نوع برهان بر اساس جهت استدلال (از علت به معلول یا از معلول به علت) با هم تفاوت دارند.
برهان لمّی یعنی استدلال از علت به معلول. در این نوع استدلال، ما دلیل یا علت پدیده‌ای را می‌دانیم و بر اساس آن، به وجود پدیده پی می‌بریم.
مثال: وقتی می‌دانیم پشه مالاریا در یک روستا هست، نتیجه می‌گیریم که مردم به مالاریا مبتلا شده‌اند.
برهان انّی یعنی استدلال از معلول به علت. در این حالت، از مشاهده یک اثر یا نتیجه، به وجود علت آن پی می‌بریم.
مثال: پزشک از دیدن سرفه‌های خشک بیمار، به این نتیجه می‌رسد که او به بیماری سل دچار است.
بنابراین برهان لمّی، برهانی چرایی‌محور است و برهان انّی، برهانی نشانه‌‌محور.
برهان علّی (لمّی) دقیق‌تر و عمیق‌تر است، چون هم وجود و هم علت را نشان می‌دهد، ولی برهان معلولی (انّی) فقط اثبات وجود چیزی را از راه نشانه‌ها یا آثار آن انجام می‌دهد.

## درباره نام‌گذاری
واژهٔ «لمّی» از «لِمَ» (یعنی «چرا؟») گرفته شده که در عربی برای پرسیدن علت به‌کار می‌رود؛ پس «برهان لمّی» یعنی برهانی که علت را روشن می‌کند.
واژهٔ «انّی» از «انّ» گرفته شده که نشانهٔ وجود داشتن یا اثبات شدن چیزی است؛ پس «برهان انّی» یعنی برهانی که وجود داشتن یک چیز را نشان می‌دهد، اما لزوماً علتش را نمی‌گوید..